# Miami County, Ohio
Miami County är ett administrativt område i delstaten Ohio, USA, med 102 506 invånare. Den administrativa huvudorten (county seat) är Troy. 

## Geografi
Enligt United States Census Bureau har countyt en total area på 1 060 km². 1 054 km² av den arean är land och 6 km² är vatten.    

### Angränsande countyn
- Shelby County - norr
- Champaign County - nordost
- Clark County - sydost
- Montgomery County - söder
- Darke County - väst

### Städer och samhällen
- Bradford (delvis i Darke County)
- Casstown
- Clayton (delvis i Montgomery County)
- Covington
- Fletcher
- Huber Heights (delvis i Montgomery County)
- Laura
- Ludlow Falls
- Piqua
- Pleasant Hill
- Potsdam
- Tipp City
- Troy (huvudort)
- Union (delvis i Montgomery County)
- West Milton